# 高野哲史
高野 哲史（こうの さとし、1989年4月10日 - ）は、兵庫県出身の競艇選手（ボートレーサー）。102期で登録番号4512。

## 来歴
2020年7月26日、鳴門競艇場第25回オーシャンカップでSG初出場で初優勝戦で6位。